# Česká meziválečná historiografie
Česká meziválečná historiografie zprvu pokračovala dále ve stopách předválečné historiografie a podle zásad Gollových pozitivistických metod (Rudolf Urbánek, František Michálek Bartoš). Tato historická práce se přitom mohla plně opřít o množství nových institucí, jejichž vznik byl založením Československa umožněn.
Sílící mechaničnost a odosobněnost práce s prameny ovšem některé historiky vedla ke skepsi, kritice gollovské metodologie a hledání nových východisek. Mezi hlavní kritiky patřil Jaroslav Werstadt, jenž zdůrazňoval, že historiografie nesmí být jen „vědou pro vědu“, ale musí být oslovující. Jan Slavík navíc zpochybňoval představu absolutní objektivity historika, upozorňoval také na proměnlivost pojmů a idejí a sám zkoumal, jak vlastně obraz minulosti vzniká.
Jistým východiskem bylo obohacení historie o hospodářský a sociální rozměr, jak to učinil Bedřich Mendl, který se inspiroval dobovým vývojem světové historiografie. Na něj navázala nová generace historiků, jež staré problémy (husitství, Bílou horu, národní obrození) začala promýšlet z nového socioekonomického úhlu pohledu. Z řady mladých historiků vybočoval Zdeněk Kalista, který poznávání historie chápal jako tvůrčí činnost. Historie podle něj nemá být jen suchým spojováním faktů, nýbrž tato fakta mají být prodchnuta dějepiscovou tvořivostí a představivostí.
Přestože v předcházející fázi německého dějepisectví v českých zemích se projevil náběh k odklonu od nacionalismu, meziválečný vývoj tuto tendenci zvrátil. Nesouhlas s vůdčí rolí Čechoslováků v československé politice a později vzestup nacismu vedl k tomu, že německá historiografie dále sloužila českým Němcům k národnostně-politickému boji.

## Kontext a podmínky české meziválečné historiografie

### Vývoj historiografie ve světě
Po první světové válce již byla historiografie pevně zakotvena v rámci humanitních věd o mohla se opřít o významné akademické instituce. Roku 1929 nakonec vznikl Mezinárodní výbor historických věd (CISH), jež se snažila zprostředkovat komunikaci mezi historiky z jednotlivých zemí a zabránit nacionalizaci historické vědy. Zároveň však po bezvýsledném hledání smyslu dějin sílila skepse vůči historické vědě (Oswald Spengler). Nástup autoritářských či dokonce totalitních režimů (fašismus, nacismus, komunismus) v mnoha evropských zemích pesimismus jen prohluboval.
Nabízelo se několik východisek. Jedním z nich bylo pokračování pozitivistické historiografie, nyní však již oproštěné od politiky a nacionálního tónu. Tento druh dějepisectví se uzavřel sám do sebe a historici tohoto proudu dbali na soběstačnost a často i na samoúčelnost historické vědy. Druzí se snažili reformovat tradiční historiografii, domyslet ji, překonat její slabiny a přizpůsobit ji novým dějinným okolnostem. Jako nejplodnější řešení se však ukázalo být francouzské východisko: syntézou tradiční pozitivistické metody s důrazem na společenské založení člověka začala působením Marca Blocha a Luciena Febvra vznikat Škola Annales. Ta odmítala dosavadní jednostranné zaměření na politické dějiny a zdůrazňovala, že dějiny jsou dějinami člověka, na něhož má vliv geografické, ekonomické, politické a kulturní prostředí a jenž se projevuje ve společnosti, hospodářství a kultuře. Historie tak začala pozvolna komunikovat s jinými vědními obory, od nichž přejímala nejenom faktografické poznatky, ale také některé metodologické postupy.

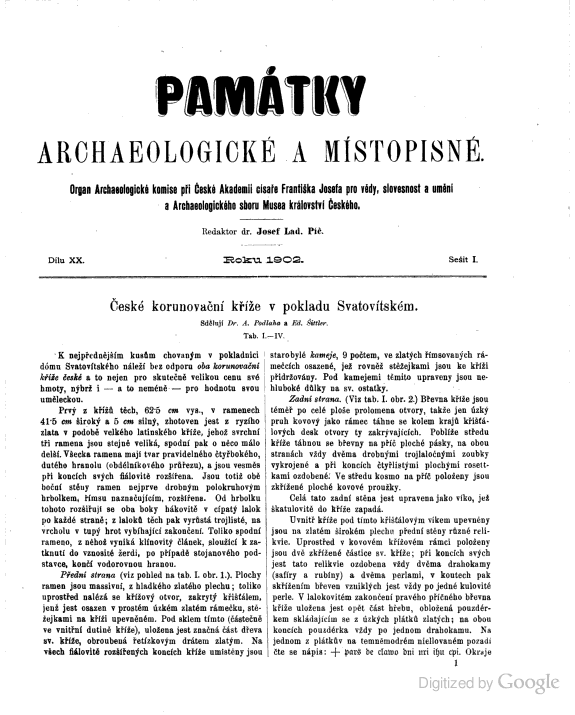
Časopis Památky archeologické

### Podmínky dějepisectví v Československu
V českém prostředí se pochybnosti o smyslu historického bádání dostavily poněkud později. Politický program mnoha českých stran se odvolával na historii a naplněním tohoto programu roku 1918 při vzniku Československa došla naplnění také historie. Historikové stáli před novými otázkami ohledně směřování českého státu a nezřídka se také aktivně angažovali v československé politice. S tím souvisela politizace a ideologizace české historiografie. České dějepisectví se také jako nikdy dříve dostalo do živého styku se slovenskou historiografií.
Vznik Československa rovněž umožnil založení nových institucí, o něž se mohla historická věda opřít. Zakládaly se nové univerzity a katedry, vznikla Státní archivní škola a nové archivy, vycházelo množství odborných časopisů (Český časopis historický, Časopis Matice moravské, Památky archeologické, Časopis archivní). Postupně se však i česká historiografie dostala do krize, když se z ní stávala jen mechanická práce s prameny, která nedokázala předložit celistvý obraz dějin. Také v českém dějepisectví se objevili historikové, kteří z této krize (projevila se rovněž obnovením sporu o smysl českých dějin) hledali východisko a určit historické vědě pozitivní směr. Velká hospodářská krize a nástup nacismu v Německu však nasměroval české historiky k obraně republiky a češství.

## Pokračování pozitivistického dějepisectví
Většina historiků meziválečného období pokračovala ve stylu tradiční pozitivistické analytické práce. Dále působila jednak generace Gollových žáků, k nim se však hned po válce připojila další generace, jejíž členy vychovali právě Gollovi žáci a která plně využívala možností, které skýtaly nově založené instituce. Nejmladší generace sice také začínala od poloviny 20. let působit, málokdy se však stačili před příchodem nacistické okupace jasně vyprofilovat.
Rudolf Urbánek (1877–1962) a František Michálek Bartoš (1889–1972) soustředili svůj zájem zejména na husitství. Urbánek hodnotil husitské náboženské hnutí jako vrchol českých dějin, Bartoš v něm navíc viděl snahu o demokracii. Oba se tak stavěli proti Pekařově pojetí a vraceli se k Palackého koncepci. Václav Chaloupecký (1882–1951) byl stoupencem čechoslovakismu, jeho přílišné zdůrazňování českých prvků však vyvolalo odpor Slováků. Jeho závěry jsou mnohdy nepřesvědčivé až podivné. Opatrnější byli při svém zkoumání doby bělohorské František Hrubý, Karel Stloukal nebo Jan Opočenský.

## Hledání nové historiografie

### Odhalení odosobněnosti pozitivismu
Proti principům gollovské pozitivistické metodologii se výrazně postavil až Jaroslav Werstadt (1888–1970). Uznával sice pramennou kritiku, protestoval však proti odosobněné objektivní historii, která je „vědou pro vědu“ a požadoval, aby historie jakožto „věda ze života“ také bylo pro život. Historickou pravdu chápal jako hodnotu ideovou a mravní a zdůrazňoval nutnost intuice a umělecké fantazie při práci historika. Zároveň Werstadt zkoumal vznik a formování Československa.
K odhalení krize gollovské metologie dospěl také Jan Slavík (1885–1978). Zdůrazňoval, že vedle historického faktu je důležité také historické myšlení, a zpochybňoval možnost, že by historik mohl být objektivní. Upozorňoval rovněž na fakt, že mnoho pojmů mají dnes jiný význam než v minulosti, což může často vést k anachronismům, a sám zkoumal, jak se vlastně představa o minulosti vytváří. Pod vlivem marxismu zkoumal také procesy revoluce – k tématu ruské revoluce mohl čerpat z Ruského zahraničního archivu při ministerstvu zahraničních věcí, kde se soustředily materiály ruských emigrantů. Věnoval se však také husitské revoluci, kterou chápal jako sociální revoluci odůvodněnou nábožensky. Setkání s marxistickou praxí jej však po roce 1948 vedlo k odklonu od této ideologie.
Jaroslav Prokeš (1895–1951) základní principy gollovské metody sice hájil, zároveň však kritizoval její odtrženost od současných problémů a nedostatek filosofického náhledu na dějiny.

### Hospodářsko-sociální historiografie
K rozvoji hospodářské a sociální historiografie vedlo kromě uvědomění si mezí pozitivismu také ekonomické a společenské problémy po válce a ve 30. letech. Bedřich Mendl (1832–1940) sledoval situaci v evropské historiografii a přejímal od ní také podněty ke své práci. Jako mnoho dalších zkoumal husitství a předhusitská města, s důrazem na hospodářství, společnost, psychologii a ideje však dospěl ke zcela jinému obrazu dějin než jeho předchůdci. Dokázal postihnout sociální nerovnost v předhusitských městech, ze které pak vyprýštila revoluce.
Období národního obrození, které se zatím zkoumalo jen literárního a jazykového hlediska, z hlediska hospodářství nahlédl Karel Hoch.

### Mladá generace
Nová generace začala novými způsoby pod vlivem hospodářských a sociálních dějin i zahraniční historiografie a při vědomí nedokonalosti pozitivismu prohlubovat poznání husitství, doby bělohorské, národního obrození i dalších období. Z řady svých kolegů, z nichž se nejvýznamněji projevili Rudolf Holinka (počátky křesťanství v českých zemí), Otakar Odložilík (emigrace Jednoty bratrské), František Kutnar (dějiny idejí a národního obrození), Bohdan Chudoba (bělohorská doba), Josef Matoušek (politická historie), Josef Macůrek (dějiny východní Evropy) nebo Josef Polišenský (marxistický náhled na Bílou horu), se však nejoriginálněji projevil Zdeněk Kalista.
Zdeněk Kalista (1900–1982) své názory na historiografii, zcela odlišné od Gollova i marxistického pojetí, podal v díle Cesty historikovy (1947), kde tvrdí, že poznávání je tvůrčím aktem, při kterém jsou objektivní fakta pospojována, prolnuta a interpretována vlastními tvůrčími silami. Historik tak má na základě dochovaných pramenů rekonstruovat a spoluvytvářet historickou skutečnost. Ve svém díle se Kalista zaměřil na kulturu baroka, které chápal nejen jako umělecký směr, nýbrž jako princip zasahující do všech oblastí lidského života.
K rozvoji pomocných věd historických přispěl Václav Vojtíšek a Jindřich Šebánek, v historii umění však byl odvrat od pozitivismu zřetelnější. Pro vědce zabývající se uměním představoval historický výklad uměleckých děl neadekvátní nástroj k pochopení jejich podstaty a funkce, zaměřili se proto spíše na rozbor krásných děl. Nejvýraznějším literárním historikem a kritikem se v tomto období stal Arne Novák.

## Německé dějepisectví
Německé dějepisectví se se vznikem Československa ocitlo rovněž ve zcela nové situaci. Z vládnoucího národa se náhle stala menšina, mezi níž postupně sílila tendence k nacismu, která potlačila nadějný náběh k osvobození německé historiografie na českém území od nacionalismu (Wilhelm Weizsäcker). Cílem německých historiků se pak stalo dokázat zpochybnit převahu Čechoslováků v politice nového státu.